# Rally dos Sertões
El Rally dos Sertões es una competición de rally raid que se disputa en Brasil desde 1993. Su nombre hace referencia a la obra literaria de João Guimarães Rosa, Grande Sertão: Veredas (en español: Gran Sertón: Veredas) a Columna Prestes y a Francis Carpenter.

## Historia
La primera edición se disputó en 1992 partiendo de la ciudad paulista de Campos do Jordão, con destino a Rio Grande do Norte cuya capital es Natal, totalizando 3.500 kilómetros. Participaron en la competencia 34 corredores, todos de motocicletas.
Cada año, el camino de la prueba tenía un recorrido histórico brasileño, marcando cada ciudad con el paso de vehículos. En el primer año, cada camino reflejaba una parte de la vida de Luiz Gonzaga, pasando por su ciudad natal, Exú y la ciudad de Asa Branca.
En 1995 el rally fue reconocido por la Federación Internacional de Motociclismo, este año fue el debut de los automóviles. Al año siguiente se sumaron competidores extranjeros, con lo que el rally ganó notoriedad internacional.
En 2000 debutó la categoría camiones, y los días de competencia se redujeron de 14 a 10.
En 2008 este rally paso a contar como una etapa del Campeonato Mundial de Cross-Country de la Federación Internacional del Automóvil para automóviles y camiones.

## Palmarés
| Año     | Motocicleta                    | Automóvil                             | Quad                 | Camión                                                | Camiones pesados / UTV            |
| ------- | ------------------------------ | ------------------------------------- | -------------------- | ----------------------------------------------------- | --------------------------------- |
| 1993    | Gilmar dos Anjos               | No disputado                          | No disputado         | No disputado                                          | No disputado                      |
| 1994    | Joaquim G. Rodrigues Juca Bala | No disputado                          | No disputado         | No disputado                                          | No disputado                      |
| 1995    | Jean Azevedo                   | Wedigo Von Borries Suen Von Borries   | No disputado         | No disputado                                          | No disputado                      |
| 1996    | Joaquim G. Rodrigues Juca Bala | Cacá Clauset Norton Lopes             | No disputado         | No disputado                                          | No disputado                      |
| 1997    | Juliano Sacioto                | Klever Kolberg André Azevedo          | No disputado         | No disputado                                          | No disputado                      |
| 1998    | Heinz Kinigadner               | Klever Kolberg André Azevedo          | No disputado         | No disputado                                          | No disputado                      |
| 1999    | José Hélio G. R. Fillo         | Riamburgo Ximenes Paulo Roberto Salle | No disputado         | Hélio M. Cangueiro João A. Amaral Henri               | No disputado                      |
| 2000    | Jean Azevedo                   | Reinaldo Varela Alberto Fadigatti     | No disputado         | André Azevedo Hélio Cangueiro                         | No disputado                      |
| 2001    | Tiago Laurito Fantozzi         | Édio Fuchter Milton Pereira           | Carlo Collet         | Alfredo Yan de Andrade João Guilherme                 | No disputado                      |
| 2002    | Jean Azevedo                   | Édio Fuchter Milton Pereira           | Carlo Collet         | André Azevedo Robson Pereira                          | No disputado                      |
| 2003    | José Hélio G. R. Fillo         | Guilherme Spinelli Marcelo Vivolo     | Carlo Collet         | Carlos Salvini Guido Salvini                          | No disputado                      |
| 2004    | Jean Azevedo                   | Guilherme Spinelli Marcelo Vivolo     | Carlo Collet         | André Azevedo Robson P. de Oliveira                   | No disputado                      |
| 2005    | Jean Azevedo                   | Edú Piano Rogério Almeida             | Robert Naji Nahas    | Amable Barrasa José Papacena Neto                     | No disputado                      |
| 2006    | Cyril Despres                  | João A. Franciosi Rafael Capoani      | Carlo Collet         | Amable Barrasa José Papacena Neto Domenico Montalbano | No disputado                      |
| 2007    | José Hélio                     | Mauricio Neves Clécio Maestreli       | Mauricio Costa Ramos | Edu Paino Solon Mendes Davi Fonseca                   | No disputado                      |
| 2008    | José Hélio                     | Giniel de Villiers Dirk Von Zitzewitz | Robert Naji Nahas    | Edú Piano Solon Mendes Davi Fonseca                   | No disputado                      |
| 2009    | José Hélio                     | Carlos Sainz Lucas Cruz               | Cristiano Sousa      | Edú Piano Solon Mendes Davi Fonseca                   | No disputado                      |
| 2010    | Marc Coma                      | Guilherme Spinelli Youssef Haddad     | Rafal Sonik          | Marcos Cassol Rodrigo Mello Davi Fonseca              | No disputado                      |
| 2011    | Cyril Despres                  | Guilherme Spinelli Youssef Haddad     | Tom Rosa             | Edú Piano Solon Mendes Davi Fonseca                   | No disputado                      |
| 2012    | Felipe Zanol                   | S. Peterhansel J.P. Cottret           | Marcelo Medeiros     | Carlos Policarpo Romulo Seccomandi Davi Fonseca       | Bruno Sperancini Thiago Vargas    |
| 2013    | Paulo Gonçalves                | Stéphane Peterhansel J.P. Cottret     | Robert Nahas         | Edu Piano Solon Mendes Antônio Sales                  | Carlo Collet Marcos Gouvea        |
| 2014    | Marc Coma                      | Guiga Spinelli Youssef Haddad         | Robert Nahas         | Edu Piano Solon Mendes Antônio Sales                  | Vinícius Mota Rafael Schimuk      |
| 2015    | Jean Azevedo                   | Reinaldo Varela Gustavo Gugelmin      | Marcelo Medeiros     | No disputado                                          | Bruno Sperancini Lourival Roldan  |
| 2016    | Gregorio Caselani              | Cristian Baumgart Beco Andreotti      | Edgley Sobrinho      | No disputado                                          | Bruno Sperancini Breno Rezende    |
| 2017    | Jean Azevedo                   | Cristian Baumgart Beco Andreotti      | Diogo Zonato         | No disputado                                          | Bruno Varela João Arena           |
| 2018    | Tunico Maciel                  | Cristian Baumgart Beco Andreotti      | Wescley Dutra        | No disputado                                          | Enrico Amarante Breno Rezende     |
| 2019    | Túnica Maciel                  | Lucas Moraes Kaique Bentivoglio       | Marcelo Medeiros     | No disputado                                          | Denisio Nascimento Idali Bosse    |
| 2020    | Ricardo Martins                | Marcos Baumgart Kleber Cincea         | Marcelo Medeiros     | No disputado                                          | Denisio Casarini Ivo Renato Mayer |
| 2021    | Adrien Metge                   | Cristian Baumgart Beco Andreotti      | Manuel Andújar       | No disputado                                          | Denisio Casarini Ivo Renato Mayer |
| 2022    | Bissinho Zavatti               | Lucas Moraes Kaíque Bentivoglio       | No disputado         | No disputado                                          | Rodrigo Varela Matheus Mazzei     |
| 2023    | Masón Klein                    | Marcelo Gastaldi Cadu Sachs           | Wescley Dutra        | No disputado                                          | Gunnar Dums Deni do Nascimento    |
| 2024    | Adrien Metge                   | Lucas Moraes Kaíque Bentivoglio       | Marcelo Medeiros     | No disputado                                          | Gunnar Dums                       |
| 2025    | Tosha Schareina                | Marcos Baumgart Kleber Cincea         | Marcelo Medeiros     | No disputado                                          | Ze Helio Ramon Sacilotti          |
| Fuentes |                                |                                       |                      |                                                       |                                   |